# Tritikala
Tritikala (znanstveno ime × Triticosecale) je žito, križano med pšenico in ržjo. Ima več beljakovin kot pšenica in manj glutena. Uporablja se kot krmno žito lahko pa tudi v pekovskih izdelkih v kombinaciji s pšenico.

## Posebnosti
- ne potrebuje veliko gnojil
- odporna na bolezni, zaradi tega so tudi stroški varstva zelo nizki
- dober pridelek zrnja in slame
- majhna obremenitev okolja
- velika krmna vrednost